# 马陵山站
马陵山站是一个陇海线上的铁路车站，位于江苏省新沂市富塘乡马陵山，建于1990年，目前为四等站，邮政编码为221413。目前客运：办理旅客乘降；不办理行李、包裹托运；货运：办理整车货物发到。